# Elecciones estatales de Berlín Occidental de 1985
En las elecciones a la Cámara de Representantes de Berlín del 10 de marzo de 1985 en Berlín occidental, la coalición CDU/FDP, gobernante desde 1983, conservó la mayoría.
Por primera vez Eberhard Diepgen se postuló como candidato principal de la CDU, después de  que sólo un año antes reemplazara como alcalde al presidente electo Richard von Weizsäcker. El SPD postuló al exministro federal Hans Apel. 
La CDU obtuvo el 46,4% (-1,6 puntos porcentuales), el SPD el 32,4% (-5,9 puntos porcentuales), la Lista Alternativa (AL, nombre de Los Verdes en Berlín) un 10,6% (+ 3,4 puntos porcentuales) y el FDP un 8,5% (+ 2,9 puntos porcentuales).

## Resultados
| Resultados     | Resultados     | Resultados | Resultados | Resultados |
| -------------- | -------------- | ---------- | ---------- | ---------- |
| Hab. inscritos | Hab. inscritos | 1.507.276  |            | Escaños    |
| Votantes       | Votantes       | 1.259.818  | 83,6 %     |            |
|                | CDU            | 577.867    | 46,4 %     | 69         |
|                | SPD            | 402.875    | 32,4 %     | 48         |
|                | AL             | 132.484    | 10,6 %     | 15         |
|                | FDP            | 105.209    | 8,5 %      | 12         |
|                | DA             | 15.857     | 1,3 %      | —          |
|                | SEW            | 7.731      | 0,6 %      | —          |
|                | LD             | 1.429      | 0,1 %      | —          |
|                | SVD            | 1.389      | 0,1 %      | —          |
|                | ödp            | 163        | <0,1 %     | —          |
| Total          | Total          |            | 100,0 %    | 144        |